# Steinhöfel
Steinhöfel település Németországban, azon belül Brandenburgban. Lakosainak száma 4510 fő (2023. december 31.).

## Népesség
A település népességének változása:
| Lakosok száma | 4412 | 4448 | 4528 | 4527 | 4510 |
|               | 2017 | 2019 | 2021 | 2022 | 2023 |